# EBITDA
EBITDA (чит. И́бида, 'i:bɪ[t]dɑː, ˈɛbɪtdɑː; аббр. англ. Earnings before interest, taxes, depreciation and amortization) — аналитический показатель, равный объёму прибыли до вычета расходов по выплате процентов, налогов, износа и начисленной амортизации.

## Расчёт EBITDA
Показатель рассчитывается на основании финансовой отчётности компании и служит для оценки того, насколько прибыльна деятельность компании без учёта амортизационных отчислений. Показатель используется при проведении сравнения с отраслевыми аналогами, позволяет определить эффективность деятельности компании независимо от её задолженности перед различными кредиторами и государством, а также от метода начисления амортизации. Хотя данный показатель часто указывается в отчёте о прибылях и убытках, Комиссия по ценным бумагам и биржам не считает его частью Общепринятых Принципов Бухгалтерского Учёта (GAAP).
Показатель не является частью стандартов бухгалтерского учёта. Изначально предназначался для анализа привлекательности сделок по поглощению на заёмные средства.
Показатель EBITDA рассчитывается следующим образом:
```
Чистая прибыль
+ Начисленный 
налог на прибыль

- Возмещённый налог на прибыль
(+ Чрезвычайные расходы)
(- Чрезвычайные доходы)
+ Проценты уплаченные
- Проценты полученные
= 
EBIT

+ 
Амортизационные отчисления
 по материальным и нематериальным активам
- Дооценка активов
+ 
Обесценение активов

= EBITDA
```

Обладает рядом известных недостатков, несмотря на это, широко используется в качестве инструмента для анализа компаний. 
Искажения, возникающие при рассмотрении EBITDA, и есть истинная причина того, что многие компании, публикующие в своих отчётах данный параметр для широкого круга инвесторов и аналитиков, делают это с оговорками по поводу понимания данного параметра в контексте отчёта.
Искажения при расчёте EBITDA связаны с размытостью понятий «амортизация» и «проценты» в бухгалтерском учёте. Например, согласно МСФО (IAS) 39 дебиторская задолженность учитывается по «амортизированной стоимости», которая предполагает дисконтирование долгосрочной задолженности, а также начисление резерва по сомнительным долгам. В этом контексте резерв по сомнительным долгам, а также величина дисконтирования задолженности не должны включаться в расчёт при подсчёте показателя EBITDA, поскольку являются «амортизацией» задолженности. Кроме того, дисконтирование задолженности отражается в отчётности в разделе финансовых (процентных) расходов, и не попадает в расчёт EBITDA. А вот резерв по сомнительным долгам имеет двойственную природу — с одной стороны это амортизация дебиторской задолженности, с другой — процентные расходы, связанные с обесценением задолженности. И тем не менее этот резерв иногда включают в расчет EBITDA. Нет чёткого понимания и в части включения в расчёт показателя EBITDA дивидендов к получению. С одной стороны они отражаются в составе «финансовых доходов» и соответственно не должны включаться в расчёт показателя EBITDA. С другой стороны — дивиденды это не проценты, а следовательно их требуется включать в расчёт показателя.

## Модификации показателя
EBIT (англ. Earnings before interest, taxes) — аналитический показатель, равный объёму прибыли до вычета расходов по выплате процентов, налогов.
EBIT = Net income + Interest + Taxes = EBITDA – Depreciation and Amortization expenses = Прибыль + расходы по процентам + налоги
Операционная прибыль = операционная выручка – операционные расходы (OPEX) = EBIT – non-operating profit + non-operating expenses
EBITD (Earnings before interest, taxes, and depreciation) (или EBDIT), или иногда называется profit before depreciation, interest, and taxes (PBDIT). EBITD используется при планировании капиталовложений, в качестве отправной точки для создания расчётных шаблонов, которые могут быть легко изменены, чтобы наблюдать влияние изменения переменных (налоговые ставки, надбавки за инфляции или изменения методов амортизации) на чистую текущую стоимость (NPV) или внутренней нормы доходности (IRR), и, следовательно, на жизнеспособность потенциальных инвестиций или проекта.
EBITA (Earnings before interest, taxes, and amortization) — финансовый показатель, широко используемый в качестве показателя эффективности и прибыльности. Показатель EBITA используется в качестве замены или в сочетании с показателем EBITDA, поскольку корпорации демонстрируют растущий уровень амортизации нематериальных активов.
EBITDAR (Earnings before interest, taxes, depreciation, amortization, and restructuring or rent costs) — аналитический показатель, равный объёму прибыли до вычета процентов, налогов, амортизации и затрат на реструктуризацию или аренду.
EBITDAR = доходы-расходы (без учета налогов, процентов, амортизации и расходов на аренду)
Показатель EBITDAR полезен при сравнении двух компаний в одной отрасли с разной структурой их активов. Например, рассмотрим две компании: одна компания арендует свои здания, а другая владеет своими зданиями и, таким образом, не платит арендную плату, а вместо этого должна производить капитальные расходы, которые не обязательно имеют тот же порядок величины, что и амортизация. Глядя на EBITDAR, можно сравнить эффективность деятельности компаний, независимо от структуры их активов. Анализ прибыли до реструктуризации затрат также полезен, и такой показатель можно назвать «скорректированная EBITDA». Связанный с EBITDAR есть показатель EBITDAL, где "арендные затраты" заменяются на "расходы по аренде".
EBITDAX (Earnings Before Interest, Taxes, Depreciation, Amortization and Exploration) — аналитический показатель, означающий прибыль до вычета процентов, амортизации и геологоразведочных работ — это показатель, который может использоваться для оценки финансовой устойчивости или эффективности нефтегазовой или минеральной компании. Затраты на разведку варьируются в зависимости от методов и затрат. Удаление разведочной части баланса позволяет лучше сравнивать энергетические компании.
Вместо EBITDAX может быть использован EBIDAX.
EBITDAM (Earnings Before Interest, Taxes, Depreciation, Amortization and Management) — аналитический показатель, означающий прибыль до вычета процентов, налогов на прибыль, амортизации и расходов на топ-менеджмент.
EBITDAM = доходы-расходы (без учёта налогов, процентов, амортизации и расходов на менеджмент)
Показатель EBITDAM полезен при сравнении двух компаний в одной отрасли с разной структурой их расходов на топ-менеджмент. Можно сравнить эффективность деятельности компаний, независимо от их затрат на выплаты вознаграждений совету директоров, различных управленческих и консультационных услуг.

## Прибыль, амортизация и EBITDA
Амортизация расходов на приобретение, изготовление или улучшение основных фондов оказывает существенное влияние на величину показателя «прибыль». Так, например, если компания потратила 99 млн рублей на покупку новых компьютеров для своих сотрудников и решает списать эти траты в течение трёх лет линейным способом, то в первый год показатель «расходы» будет учитывать треть реальных затрат на покупку компьютеров — 33 млн рублей, а, значит, уменьшит показатель «прибыль». В последующие два года показатель «прибыль» также будет уменьшен с учётом трети затрат на покупку компьютеров. Показатель EBITDA не учитывает амортизацию и, по утверждению его сторонников, более реально отражает прибыльность компании.
К числу критиков использования EBITDA в отчётности относится известный инвестор Уоррен Баффет, которому принадлежит высказывание: «Считает ли руководство компании, что зубная фея оплачивает капитальные затраты?» (Does management think the tooth fairy pays for capital expenditures?). Теоретически компания может потратить миллиардные суммы на покупку новой техники, но эти реальные затраты не будут учтены публикуемым показателем EBITDA.
По мнению критиков показатели «прибыль» и «операционный поток платежей» более реалистично отражают состояние дел в компании, EBITDA — это искусственный, усложнённый показатель.
В Международных стандартах финансовой отчётности (IFRS) и Правилах ведения бухгалтерского учёта США (US GAAP) прямо не прописано использование показателя EBITDA, тем не менее на практике он достаточно широко распространён.
EBITDA показывает сколько денег компания может теоретически направить на обслуживание своего долга, а амортизация — это не реальные платежи, и при нулевой прибыли налог на прибыль в теории тоже будет нулевым. Однако известно, что в долгосрочном периоде капиталовложения 95 % американских компаний примерно равны амортизации.
Иными словами, EBITDA удобный инструмент анализа при переделе собственности, так как позволяет определить «эффект более дешёвых денег (дешёвого кредита)», то есть эффективность смены собственника на нового, способного обеспечить более низкую ставку кредита по займам предприятия.
Для предприятий, работающих по ПП1465 и ведущих исчисление сдельной трудоёмкости, показатель EBITDA  в принципе смысла не имеет.